# Гурковская, Юлия
Юлия Григорова Гурковская (7 июня 1945, София — 5 декабря 2001, в 1972—1989 носила фамилию мужа Папазова, также известна как Джу) — болгарская яхтсменка, путешественница, политический деятель.

## Биография
Дочь секретаря БЗНС «Никола Петков» (одной из партий, образовавшихся после разделения БЗНС) Григора Гурковского, арестованного после коммунистического переворота 9 сентября 1944 и проведшего 11 лет в концлагере. Закончила Государственную консерваторию. Работала музыкальным оформителем и звукорежиссёром в студии научно-популярных фильмов «Время» с 1969 года. Осенью 1972 года вышла замуж за Дончо Папазова и пересекла Чёрное море от Варны до Сочи на спасательной шлюпке в рамках экспедиции «Планктон».
В 1974 году, вместе с мужем, уже на другой спасательной шлюпке с парусом проплыла от Болгарии по Чёрному и Средиземному морю до Гибралтара, а далее пересекла Атлантический океан до Кубы.
В 1976 году, вместе с мужем, опять же на шлюпке с парусом пересекла Тихий океан от Лимы (Перу) до Сувы (Фиджи).
Дончо Папазов и Юлия провели дольше всех в мире на борту спасательной шлюпки (191 день) и проплыли самое большое количество морских миль (14 000).
В 1978 году на двухмачтовой яхте «Тивия» Болгарского телевидения вместе с супругом, дочерью и болгарским путешественником Симеоном Идакиевым совершила плавание вокруг Европы, в 1979—1981 гг вместе с супругом и семилетней дочерью Яной совершила кругосветное плавание на яхте «Тивия» по маршруту Созопол — Средиземное море — Гибралтар — Панама — Торресов пролив — мыс Доброй Надежды — Бразилия — Гибралтар — Созопол (42000 морских миль за 777 дней).
В 1989 году развелась с мужем, вернув себе девичью фамилию.
В 1992—1996 была начальником кабинета президента Болгарии Желю Желева.
В 1996—2001 была членом управляющего совета и программным директором софийского Центра либеральных стратегий.
Умерла 5 декабря 2001 года от рака.

## Память
Начиная с 2002 года Центр либеральных стратегий проводит ежегодные мемориальные лекции «Джу» в память о Юлии Гурковской.
21 июня 2016 года президент Болгарии Росен Плевнелиев подписал указ № 209, согласно которому имя Юлии Гурковской было присвоено заливу в Антарктиде.